# 沙蘭斯 (格勞賓登州)

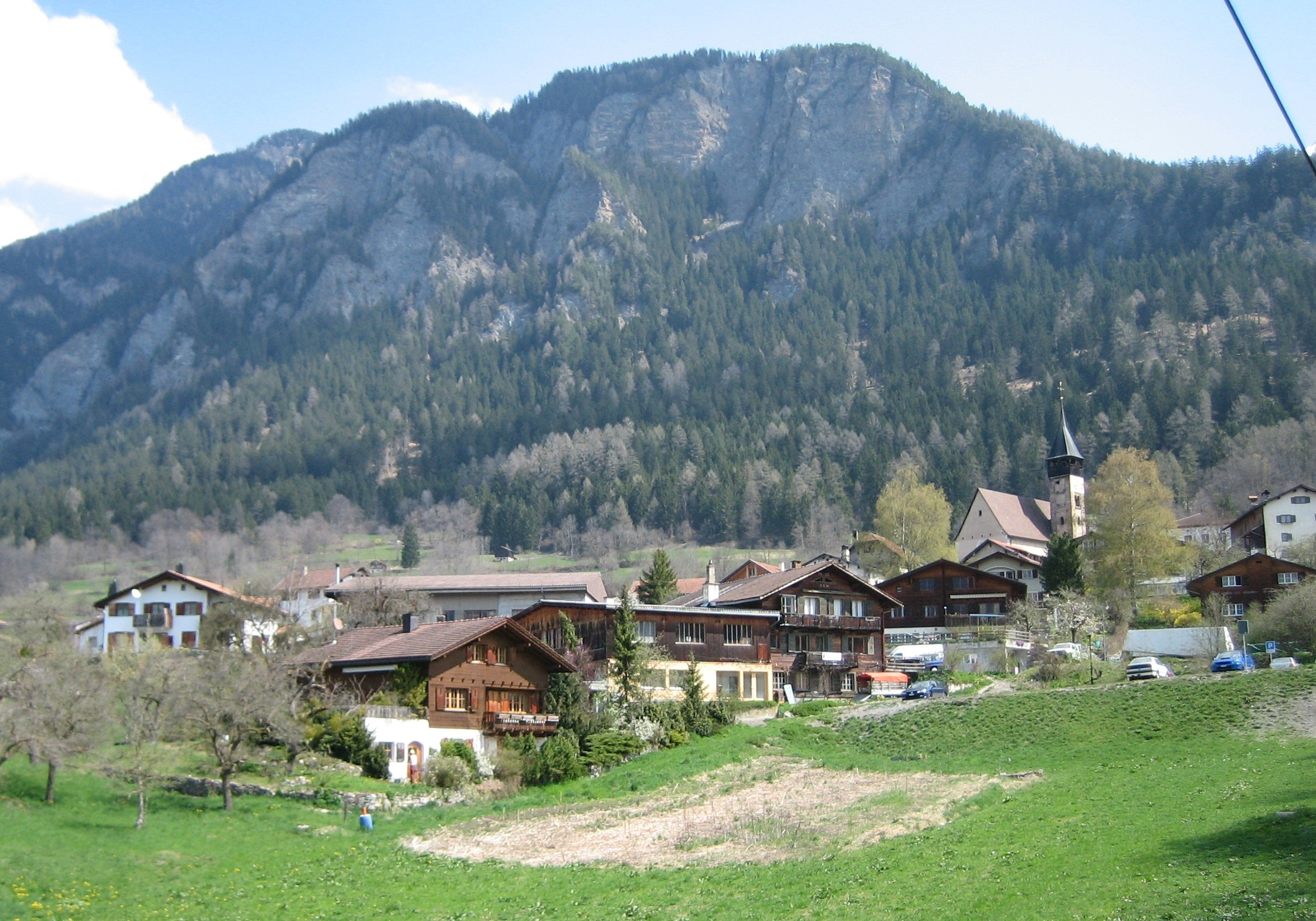

沙蘭斯是瑞士的城鎮，位於該國東部，由格勞賓登州負責管轄，面積14.29平方公里，海拔高度760米，2011年人口832，一半居民信奉基督教，人口密度每平方公里58人。

## 外部連結
- Official Web site （页面存档备份，存于）